# Надеждинский сельский совет (Диканьский район)
Надеждинский сельский совет (укр. Надеждинська сільська рада) — входит в состав
Диканьского района
Полтавской области
Украины.
Административный центр сельского совета находится в 
с. Надежда.

## История
- 1919 — дата образования.

## Населённые пункты совета
- с. Надежда
- с. Климковка